# 31P/Schwassmann-Wachmann
31P/Schwassmann-Wachmann 2, komet Jupiterove obitelji. 